# Holden Roberto
Holden Alvaro Roberto (ur. 12 stycznia 1923 w São Salvadorze, zm. 2 sierpnia 2007 w Luandzie) – angolański przywódca polityczny.

## Życiorys
Pochodził z ludu Bakongo, wykształcenie zdobył z rąk misjonarzy baptystycznych. Przez większą część życia przebywał w Zairze. W 1954 założył Związek Ludności Angoli (UPA), organizację narodowowyzwoleńczą, której nazwę zmieniono w 1962 na Narodowy Front Wyzwolenia Angoli (FNLA). Od 1962 był szefem rządu Rewolucyjnego Rządu Angoli na Wygnaniu (GRAE), a od 1972 przewodniczącym Rady Wyzwolenia Angoli.
W 1974 powrócił do kraju jako dowódca sił zbrojnych FNLA biorących udział w wojnie o niepodległość. W 1975 ogłosił się prezydentem Ludowo-Demokratycznej Republiki Angoli. Do jego klęski doprowadził rząd Ludowej Republiki Angoli, który pokonał oddziały FNLA i został uznany przez opinię międzynarodową za reprezentanta narodu angolskiego.
W 1976 ponownie udał się na emigrację do Zairu. Do kraju powrócił w 1991. W 1992 wziął udział w wyborach prezydenckich, w których zyskał niewielkie poparcie społeczne.
Był zwolennikiem bliskich relacji z Zachodem (przez pewien czas był zwolennikiem tendencji prochińskiej, z poglądów tych jednak zrezygnował po interwencji rządu Zairu) i konserwatyzmu.